# Nor Aznaberd, Vayots Dzor
Nor Aznaberd là một đô thị thuộc tỉnh Vayots Dzor, Armenia. Dân số ước tính năm 2011 là 169 người.